# Ягупова, Светлана Владимировна
Светлана Владимировна Ягупова (23 июля 1942, Краснодар — 26 мая 2015, Симферополь) — советская и украинская писательница-фантастка. Заслуженный журналист Автономной Республики Крым (2003).

## Биография
Родилась в Краснодаре 23 июля 1942 года, через некоторое время семью эвакуировали в Кировакан, в Армению. С 1946 года семья жила в Евпатории, где Светлана окончила школу. В 1960—1965 годах училась на историко-филологическом факультете Крымского государственного педагогического института. Работала учительницей русского языка и литературы в средней школе в селе Ромашкино Сакского района, затем журналистом. Работала в редакции газеты «Черноморская заря», была членом редколлегии журнала «Радуга» (1995). Член Национального союза писателей Украины и Союза писателей Крыма.
Умерла 26 мая 2015 года в Симферополе.

### Семья
- Отец — Владимир Тимофеевич Ягупов (1916—1986), участник Великой Отечественной войны[3], журналист, много лет работал заместителем главного редактора «Крымской правды», соавтор путеводителей по Евпатории.
- Мать — Антонина Петровна Ягупова (1920—2016)[4], участник Великой Отечественной войны, стенографистка[2].

## Награды
- Лауреат Государственной премии Автономной Республики Крым (1996) в номинации «Лучшие произведения для детей и юношества»: за успешную работу в журнале «Крымуша»;
- Лауреат Национальной премии Украины им. В. Г. Короленко (2000) — за книгу для юношества «Твой образ»;
- Звание Заслуженного журналиста Автономной Республики Крым (2003).

### Романы
- 1988 — Феникс

### Повести
- 1977 — Зеленый дельфин
- 1978 — Второе лицо (Радуга, 1978, 6)
- 1979 — И нуль пространство разомкнуть (Радуга, 1979, 9; «И нуль-пространство разомкнуть»)
- 1979 — Твой образ («Твой образ», «Феномен Табачковой»)
- 1979 — Феномен Табачковой («Феномен Табачковой»)
- 1980 — Легенда о капитане (Радуга, 1980, 8-9)
- 1982 — Капитан («И нуль-пространство разомкнуть»)
- 1982 — Софоровой ночью («И нуль-пространство разомкнуть»)
- 1982 — Подписка на Жорж Санд («И нуль-пространство разомкнуть»)
- 1984 — Берегиня («Ладушкин и Кронос», «Фантастика-84», «Феми-фан»)
- 1987 — В лифте («Ладушкин и Кронос»)
- 1987 — Контактер («Ладушкин и Кронос»)
- 1987 — Ладушкин и Кронос («Ладушкин и Кронос»)
- 1988 — Алетейя (Радуга /Киев/, 1988, 4-5)
- 1990 — Мутанты Асинтона («Твой образ»)
- 1990 — В горелом лесу («Твой образ»)
- 1991 — Астральный случай (Нечеловек-невидимка)

### Рассказы
- 1983 — А вы не верили… (сборник «Фантастика-83»)
- 1983 — Фантариум («Ладушкин и Кронос»)
- 1983 — Что случилось с Пиолой?
- 1985 — Тыоня (Литературная Россия, 1985, 7 июня)
- 1985 — Житейские кадры
- 1990 — Метапрограмма